# 李垣 (十六国)
李垣（？—352年），十六国冉魏时中书令。
352年，冉闵留下李垣辅佐太子冉智，率军与前燕交战。四月，在中山郡魏昌县的廉台（今河北省石家庄市无极县东）兵败被俘，冉魏国灭亡。五月初三，前燕处决冉闵。八月十三，冉魏长水校尉马愿开邺城城门迎接燕军。李垣和冉闵之妻董氏、太子冉智、太尉申钟、司空条攸、中书监聂熊，司隶校尉籍罴等王公大臣被俘送燕都蓟城（今北京市），不久被杀害。